# 執失思力
執失 思力（しつしつ しりき、生年不詳 - 662年）は、中国の唐の武人。

## 経歴
思力は、突厥の首長として処羅可汗に仕えた。貞観年間、隋の蕭皇后を唐に護送して、唐の太宗により左領軍将軍に任ぜられた。頡利可汗が唐に敗れると、太宗は渾や斛薩の部落を説得して降伏させるよう思力に命じた。思力は太宗の側近として仕えるようになり、あるとき太宗のウサギ狩りを諫めて、「陛下は四海の父母たるもので、自らを軽んじて、身を危険にさらしてはいけません」と言った。またのちに太宗が鹿を追ったときも、思力は固く諫めた。
高句麗遠征（唐の高句麗出兵）において、思力は金山道に駐屯し、突厥を領知して薛延陀を牽制した。薛延陀の兵10万がオルドスに侵攻してくると、思力は薛延陀を夏州にまで引き入れて、これを撃破した。また江夏王李道宗に従って薛延陀の残党を破った。のちに吐谷渾に対する征戦にも従軍した。
思力は、李淵の娘の九江公主を妻とし、駙馬都尉に任ぜられ、安国公に封ぜられた。房遺愛の乱が起こると、思力は遺愛と交友があったためその罪に連座したが、高宗は思力の戦功を思って処刑せず、巂州に流刑とした。公主は封邑を削って夫と同行するよう請願した。公主は夫に先立って亡くなった。662年、思力は帰州刺史となり、世を去った。664年、公主の封邑をもどされ、思力には勝州都督の位を追贈された。諡を景といった。

## 伝記資料
- 『新唐書』巻一百一十 列伝第三十五「執失思力伝」